# Boas práticas de fabricação
O termo Boas Práticas de Fabricação (Brasil) ou Boas Práticas de Fabrico (Portugal) – BPF (do inglês Good manufacturing practices – GMP) é normalmente utilizado em referência à práticas de fabricação aplicáveis as industrias alimentícia, farmacêutica, cosmética, de dispositivos médicos, bancos de sangue, etc. que visam assegurar a qualidade dos produtos comercializados em um determinado país ou região.
Tais práticas são normalmente publicadas como normas, leis ou resoluções a exemplo da RESOLUÇÃO RDC Nº 17, DE 16 DE ABRIL DE 2010, publicada pela Agência Nacional de Vigilancia Sanitaria, Anvisa, que dispõe sobre as Boas Práticas de Fabricação de Medicamentos relevantes para estabelecimentos fabricantes de medicamentos comercializados no Brasil. 
Outros exemplos de referências normativas de boas práticas de fabricação sao o Code of Federal Regulations Title 21, publicado pela Food and Drug Administration, FDA, e a COMMISSION DIRECTIVE 2003/94/EC publicada pela European Medicines Agency, EMA.
Ainda de acordo com a RDC Nº 17, Boas Práticas de Fabricação são definidas como "a parte da Garantia da Qualidade que assegura que os produtos são consistentemente produzidos e controlados, com padrões de qualidade apropriados para o uso pretendido e requerido pelo registro.".

## História
O desenvolvimento do conceito de boas práticas de fabricação pode ser relacionado com a industrialização da produção de alimentos, medicamentos e cosméticos. Conforme esses produtos deixaram de ser produzidos de maneira artesanal e passaram a ser produzidos de maneira massificada, problemas relacionados a falhas de fabricação, falta de higiene e ou contaminação passaram a ter um impacto significativamente maior. Com isso, tanto a imprensa como a sociedade passaram a prestar mais atenção condições de produção e a qualidade desses produtos.
O livro A Selva (The Jungle) do autor Upton Sinclair, que expõe as "precárias condições sanitárias" da indústria frigorífica de Chicago, nos Estados Unidos, é tido como um dos marcos iniciais do desenvolvimento das boas práticas de fabricação nesse país por ter sensibilizado o público geral com relação a esses problemas. A partir da publicação desse livro e da consequente mobilização social em torno do assunto, a lei americana Pure Food and Drug Act , considerada uma das primeiras legislações relacionadas a qualidade na produção de alimentos, foi promulgada pelo congresso americano em 1906. 
A seguir, outros eventos com com significante impacto público, como o as mortes causadas pelo elixir de sulfanilamida  em 1937 nos Estados Unidos ou as deformações congênitas causadas pelo uso de talidomida por gestantes entre as décadas de 50 e 60, precipitaram o desenvolvimento de novas leis para regulação da produção de medicamentos.